# Salomon Landolt

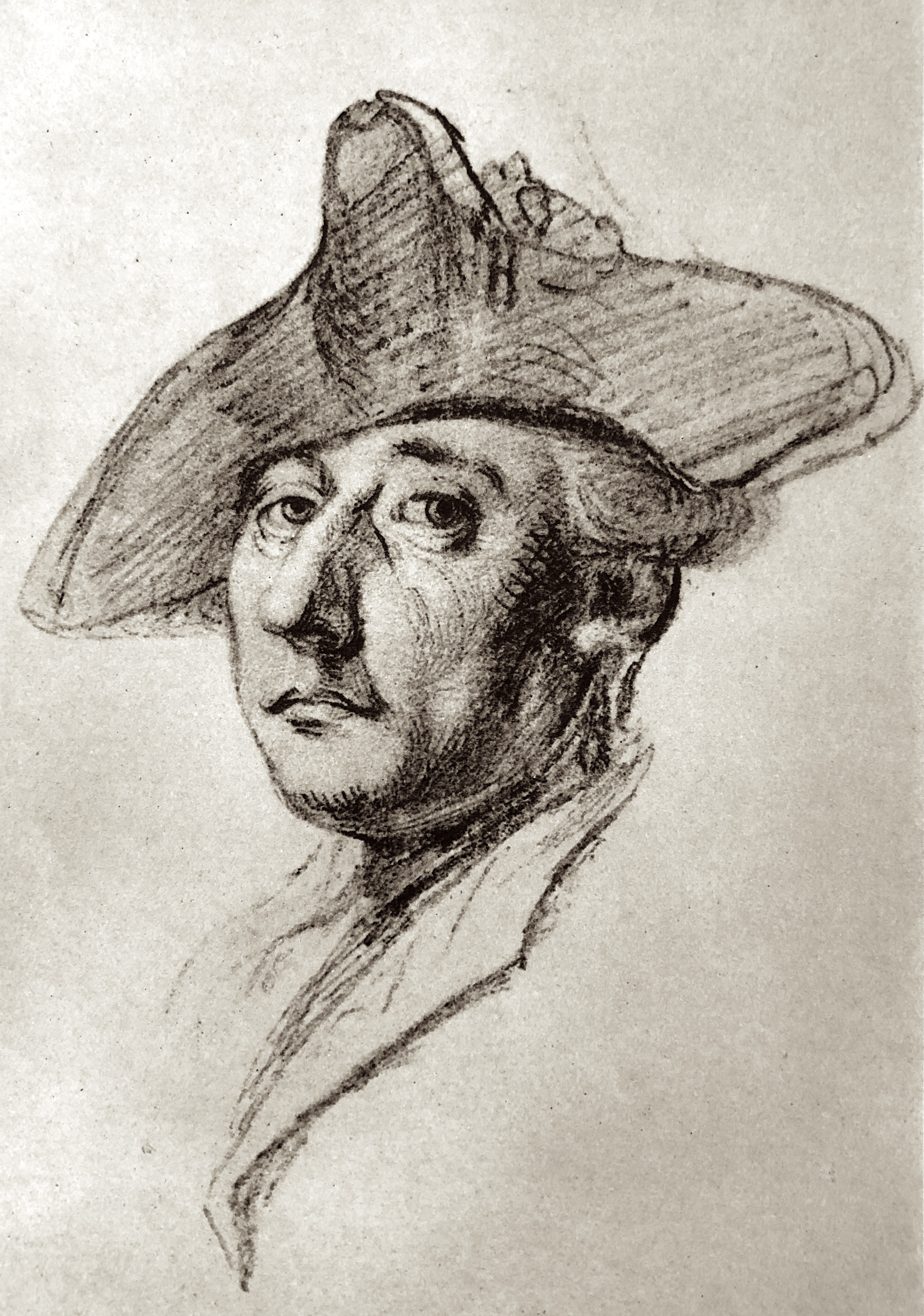
Salomon Landolt (Porträt von Johann Rudolf Füssli)

Salomon Landolt (* 10. Dezember 1741 in Zürich; † 26. November 1818 in Andelfingen) war ein Schweizer Landvogt, Politiker, Militär, Landwirt und Maler.

## Leben

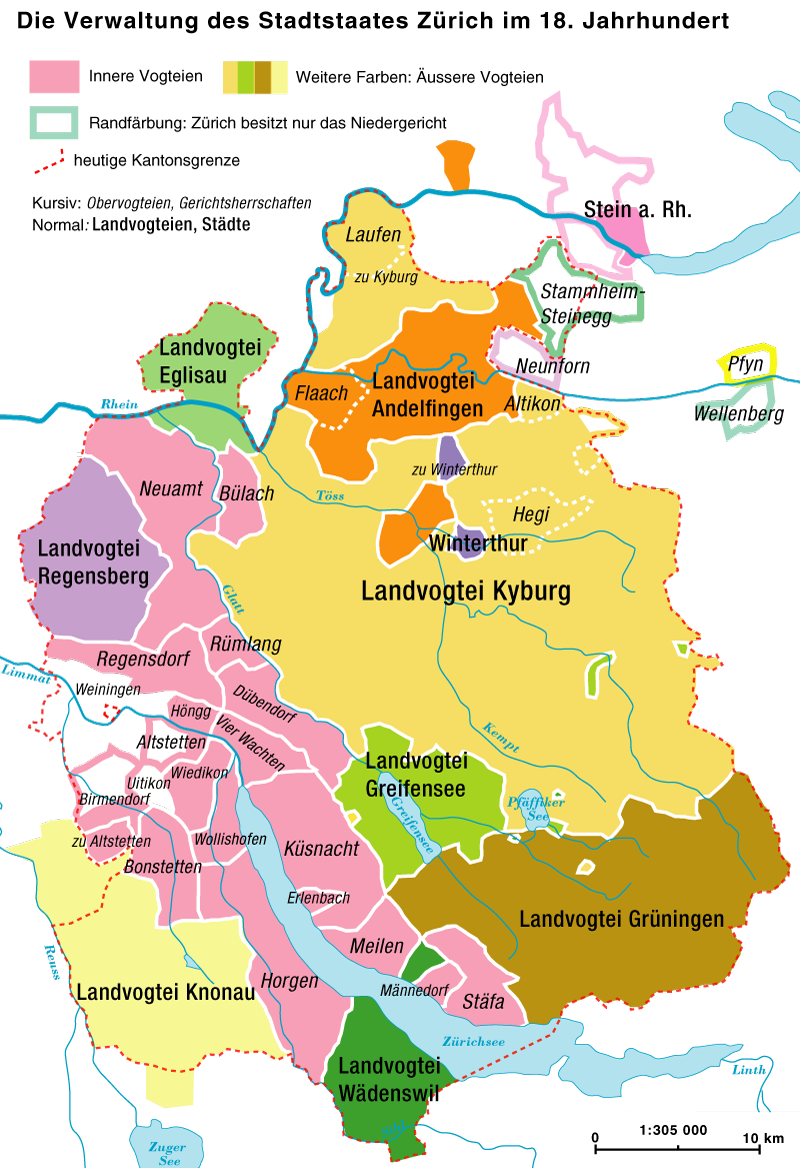
Verwaltungseinheiten des Stadtstaats Zürich im 18. Jahrhundert

Landolts Erziehung lag vor allem bei seinem Grossvater mütterlicherseits, General Salomon Hirzel, der auf Schloss Wülflingen (heute zu Winterthur) residierte. Ab 1765 besuchte er die Militärschule in Metz, begann aber kurz darauf ein Architekturstudium in Paris. 1768 kehrte er nach Zürich zurück und wurde Richter am Stadtgericht. Eine Initiative zur Reorganisation der Zürcher Milizen ging ebenso von ihm aus wie der Aufbau eines Scharfschützencorps.
1776 reiste Landolt nach Berlin, wo er dem Preussenkönig Friedrich dem Grossen auffiel, der ihn zu einer Audienz einlud. Landolt erhielt weiteren Einblick in die preussischen Offizierskreise und Kriegskünste. Ein Angebot des Königs, im preussischen Heer eine führende Position zu übernehmen, lehnte Landolt jedoch ab.
Von 1781 bis 1787 wirkte Landolt als Landvogt von Greifensee, einer der kleinsten Zürcher Landvogteien. Seine Residenz war Schloss Greifensee.
1786 kaufte Landolt in der Enge (heute zu Zürich) ein in der Nähe der heutigen Utobrücke liegendes Landgut mit 6 Jucharten Ackerland, 7 Jucharten Wiesen, 2,5 Jucharten Reben und etwas Wald und betrieb eine innovative Landwirtschaft.
1792 erhielt er den Befehl über ein Zürcher Truppenkontingent, das Genf zu Hilfe eilte, als dieses von Frankreich bedroht wurde.
1795 wurde er zum Landvogt von Eglisau ernannt, wo er im Schloss Eglisau residierte. Er übte dieses Amt aus, bis im Jahr 1798 das alte Regime zusammenbrach. Nach der Abschaffung der Landvogteien wurde Landolt von den Eglisauern zum Präsidenten gewählt. Noch im gleichen Jahr kehrte er allerdings auf sein Gut in der Enge zurück.
Nachdem Napoleon 1803 mit der Mediationsakte den modernen Kanton Zürich geschaffen hatte, wurde Landolt Mitglied des Grossen Rates und Präsident des Zunftgerichtes Wiedikon. Im Januar 1805 wurde er zum Obersten des Scharfschützencorps ernannt, um erneut die Zürcher Truppen zu reorganisieren. 1808, nach dem Tode seiner Haushälterin Marianne Klaissner, verkaufte der zeit seines Lebens unverheiratet gebliebene Landolt sein Gut in der Enge und zog zu seinem Schwager in das Schloss Teufen. 1818 zog Landolt für die letzten Monate seines Lebens im Amtssitz eines Freundes in Andelfingen ein, der dort als Oberamtmann wirkte.

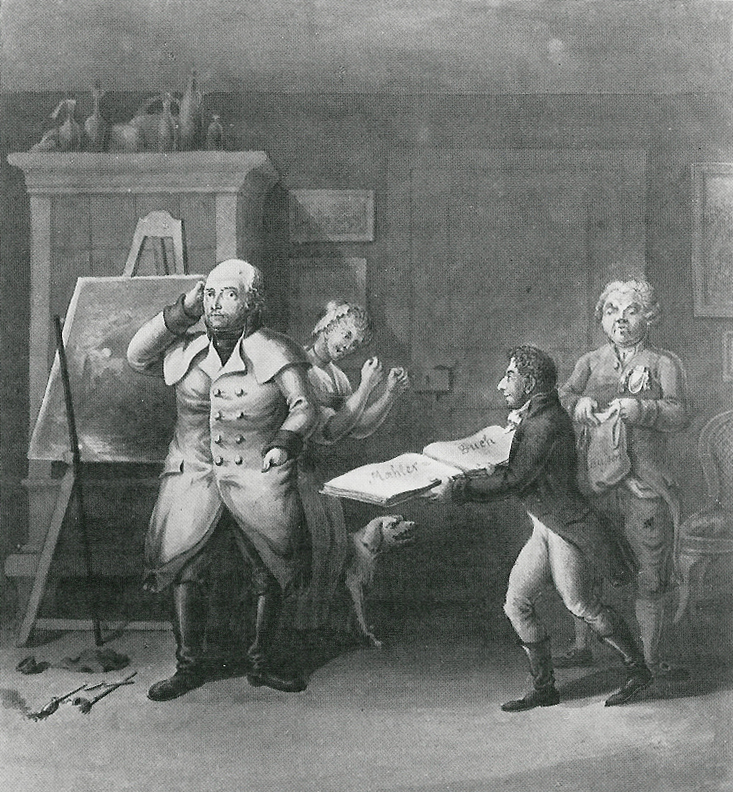
Salomon Landolt in seinem Atelier (Maler unbekannt)

Als Künstler malte Landolt Militär-, Jagd- und Landschaftsszenen in Gouache, die zum Teil Franz Hegi nachstach.
Gottfried Keller setzte dem Landvogt von Greifensee in der gleichnamigen Züricher Novelle Der Landvogt von Greifensee ein Denkmal. In Eglisau erinnert der Salomon-Landolt-Weg, ein kleiner Quartierweg, an seine dortige Amtszeit.